# Kosmos 114
Kosmos 114 (ros. Космос 114) – radziecki satelita rozpoznawczy. Siedemnasty statek typu Zenit-4 należącego do programu Zenit, którego konstrukcja została oparta na załogowych kapsułach Wostok.